# 張鏘
張鏘（？—1616年），號聲墀，福建泉州府惠安縣民籍。明朝官员，同進士出身。

## 生平
万历三十一年（1603年）癸卯科福建鄉試第二十三名舉人，四十四年（1616年）丙辰科三甲二百十二名进士，工部觀政，授任廣東海豐縣知縣，至誠惻怛，不苟刑罰。值歲大饑，單車發賑，不足至鎔帶金以繼之，僅三月，卒于官，民為出涕。

## 家族
曾祖張峯，四川佥事。祖父张察，儒官。父張遴，萬曆丙子舉人。從弟張鑛，同科進士。